# Trabalhador independente (Portugal)
Trabalhador independente é aquele que trabalha por conta própria, e não por conta de outrem; na actividade de prestação de serviços ou na produção e/ou venda de bens. Os trabalhadores independentes, no acto do recebimento de um montante pecuniário pela prestação de serviços, venda e/ou produção de bens, necessitam de preencher os popularmente denominados recibos verdes para efeitos fiscais declarativos. O trabalhador independente deve fazer os seus descontos para a Segurança Social consoante os seus rendimentos, e em alguns casos poderá ter de pagar IVA. Em sede de IRS a categoria dos rendimentos dos trabalhadores independentes é a categoria B.
No âmbito do Regime geral de segurança social dos trabalhadores independentes, e conforme definido no Artigo 5.º do DL n.º 328/93, a definição de trabalhador independente consiste em aqueles trabalhadores que:
- têm a liberdade de escolher os processos e meios de trabalho
- que não se encontram sujeitos a um horário e/ou a um período mínimo de trabalho, salvo quando tal resulta da aplicação directa de normas de direito laboral
- pode subcontratar a prestação dos seus serviços
- a sua atividade não se enquadra em uma cadeia hierárquica da empresa
- a sua atividade constitua elemento acidental na organização e no desenvolvimento dos objectivos da entidade empregadora.

Neste sentido, se não se cumprirem os considerandos supra expostos, é provável que o trabalhador esteja numa situação ilegal, mais conhecida como falso recibo verde.

## Trabalhador independente

### Contribuições à Segurança Social
No primeiro ano existe isenção de pagamento à Segurança Social, por parte do trabalhador independente. Após o primeiro ano, o trabalhador terá de fazer os seus descontos consoante os seus rendimentos e consoante 11 escalões de incidência. Para tal considera-se o Rendimento Anual Relevante que corresponde aos valores anuais de 70% das prestações de seviços mais a 20% de venda e/ou produção de bens. Após saber-se o Rendimento Anual Relevante, calcula-se a percentagem do IAS do duodécimo do Rendimento Anual Relevante. Escolhe-se então o escalão imediatamente inferior.
Os escalões são:

| 1.º  | € 419,22  | 1 x IAS   |
| 2.º  | € 628,83  | 1,5 x IAS |
| 3.º  | € 838,44  | 2 x IAS   |
| 4.º  | € 1048,05 | 2,5 x IAS |
| 5.º  | € 1257,66 | 3 x IAS   |
| 6.º  | € 1676,88 | 4 x IAS   |
| 7.º  | € 2096,10 | 5 x IAS   |
| 8.º  | € 2515,32 | 6 x IAS   |
| 9.º  | € 3353,76 | 8 x IAS   |
| 10.º | € 4192,20 | 10 x IAS  |
| 11.º | € 5030,64 | 12 x IAS  |

A taxa a aplicar para a maioria dos casos é então de 29,6%. Os subsídios  como a maternidade, paternidade, doença ou velhice são calculados em função do valor do escalão.
Exemplo:

Prestação de serviços (anual) = € 10.000 

Vendas (anual) = € 8.000 

Rendimento anual relevante = 70% X € 10.000€ + 20% X 8.000€ = € 8.600 

Duodécimo = € 8.600 / 12 = € 716,67 

% do IAS = € 716,67 / 419,22 = 1,71 

Escalão correspondente = 1,5 IAS (2º escalão) 

Base de incidência contributiva oficiosa = 1 IAS (1º escalão)

Prestação mensal 29,6% (taxa) x 419,22 = € 124.09

Considerar ainda que se o trabalhador prestou mais de 80% dos serviços a uma mesma empresa, essa empresa terá de descontar para a Segurança Social 5% do total da prestação de serviços que o trabalhador lhes prestou. De referir ainda que o trabalhador não terá de descontar para a Segurança Social se o seu rendimento anual relevante for igual ou inferior a 6 vezes o IAS. (cerca de 300€ mensais em apenas prestação de serviços).
Encontra aqui uma aplicação simples que calcula a contribuição mensal de trabalhadores independentes para a Segurança Social. Veja aqui tudo o que é referente às contribuições para a Segurança Social por parte de trabalhadores independentes.

### Pagamento de IRS
No caso de não ter contabilidade organizada, em princípio, ao abrigo do artigo 101.º do Código do IRS, fica-se dispensado de retenção na fonte, de acordo também com o artigo 9.º do Decreto-Lei n.º 42/91. No entanto, é possível optar pela retenção na fonte, bastando preencher o recibo verde com a modalidade pretendida.
A retenção na fonte é efetuada à taxa de 21,5% para a maior parte das atividades, mas existem exceções em que são aplicáveis taxas de 11,5% ou 16,5%, conforme determinado nos artigos 3.º e 101.º do Código do IRS.

### Contabilidade organizada ou Regime simplificado
É obrigado a ter contabilidade organizada quem teve no ano anterior um rendimento ilíquido (ou seja, bruto, antes de qualquer desconto para a segurança social ou retenção na fonte) superior a €150000 como trabalhador independente. Tal está plasmado no n.º 2 do artigo 28.º do Código do IRS que está assim redigido: "Ficam abrangidos pelo regime simplificado os sujeitos passivos que, no exercício da sua actividade, não tenham ultrapassado no período de tributação imediatamente anterior um montante anual ilíquido de rendimentos desta categoria de (euro) 150 000."

Ou seja, se o trabalhador no ano anterior, não teve rendimentos de pelo menos 150 mil euros brutos como trabalhador independente, poderá ficar no regime simplificado.

### Pagamento de IVA
Beneficiam de isenção de IVA os trabalhadores independentes que reunam as seguintes condições:
- não possuam nem sejam obrigados a possuir contabilidade organizada;
- não pratiquem operações de importação, exportação ou actividades conexas;
- não tenham atingido, no ano civil anterior, um volume de negócios superior a €10000 (média de €834/mês) ou, preenchendo as condições de enquadramento no regime dos pequenos retalhistas, não tenham atingido um volume de negócios igual ou superior a €12500;
- não exerçam actividades que consistam na transmissão de bens ou prestações de serviços mencionados no Anexo E ao CIVA (resíduos, sucatas e desperdícios)

No entanto há ainda uma série de actividades isentas do pagamento do IVA, normalmente ligadas à Saúde, Educação ou Solidariedade Social.

Ou seja, se o trabalhador independente está no regime simplificado, não teve no ano anterior rendimentos superiores em média a €834/mês, não exerce actividades na área dos resíduos, sucatas e desperdícios, nem faz operações de importação ou exportação, estará isento de IVA. No entanto se não cumprir um destes critérios, poderá ainda estar isento de IVA se tiver uma actividade na área da Saúde, Educação ou Solidariedade Social, tal como consta no art.º 9.º do Código do IVA.

## Falsos Recibos Verdes
Existem muitos casos em que são passados recibos verdes quando o “prestador de serviços” deveria apenas usufruir de um contrato de trabalho, com todos os deveres e regalias próprios deste. Ou seja, não são trabalhadores independentes no verdadeiro sentido do termo.
Coloca-se então a questão de distinguir entre “verdadeiros” e “falsos” recibos verdes. Os trabalhadores independentes não têm patrão, ou seja, são colaboradores sobre os quais a entidade empregadora não tem poder disciplinar ou de direcção. Em geral, este tem o direito de executar a sua tarefa em autonomia e segundo o método que melhor lhe convier já que, na prestação de serviços, interessam os resultados finais acima de tudo.
Assim sendo, se:
- existe um horário de trabalho estipulado pela empresa;
- a atividade é exercida nas instalações da empresa – ou em local por esta indicado;
- as ferramentas de trabalho são fornecidas pela empresa;
- o salário é sempre o mesmo.

deduz-se que o mais certo é de tratar-se de um falso recibo verde. Infelizmente, os falsos recibos verdes podem ser encontrados em todas as categorias profissionais, nos setores público e privado.
Quem está a falsos recibos verdes, deve fazer uma queixa para a Autoridade para as Condições do Trabalho, por forma a findar a sua situação de precariedade.
Pode fazer online o registo da queixa.

### Movimentos contra os falsos Recibos Verdes
Muitos movimentos, entre os quais o Movimento 12 de Março, criado pelos organizadores do Protesto da Geração à Rasca; assim como os partidos mais à esquerda do espectro parlamentar como o Bloco de Esquerda ou o Partido Comunista Português, têm-se revelado com diversas ações políticas, contra a precariedade preconizada pelos falsos recibos verdes. De referir que um trabalhador com um falso recibo verde, tem todos os deveres de um trabalhador convencional, ou seja, tem um horário de trabalho fixo e regulado, tem uma hierárquia na empresa (normalmente de cariz inferior), exerce a sua actividade nas instalações da empresa, utiliza as ferramentas fornecidas pela empresa e tem normalmente o salário sempre constante; sendo que os seus direitos são nulos, ou seja, não tem direito a quaisquer subsídios extraordinários, não tem direito a receber quando vai de férias e a empresa não faz os descontos do trabalhador nem para a Segurança Social, nem faz retenção na fonte em sede de IRS.
Também existe o movimento FERVE - Fartas/os d'Estes Recibos Verdes, e o os Precários Inflexíveis.

### Perfil dos Trabalhadores com falsos recibos verdes
Os falsos recibos verdes assolam essencialmente as camadas mais jovens da população, homens e mulheres, tendo a grande maioria nível académico superior[carece de fontes?].

### Razões para a existência dos falsos recibos verdes
Nem o poder político, nem as instâncias competentes, têm feito muito para findar com os falsos recibos verdes. As entidades patronais, utilizam-nos largamente, para precarizar os trabalhadores mais jovens, pois num momento de crise em que é difícil às empresas manterem alguma liquidez e o acesso ao crédito está dificultado, os custos com o trabalho nessas empresas é reduzido ao mínimo, pois não pagam os descontos para a Segurança Social dos trabalhadores, nem fazem retenções na fonte em sede de IRS.